# RSPH9
RSPH9 (англ. Radial spoke head 9 homolog) – білок, який кодується однойменним геном, розташованим у людей на короткому плечі 6-ї хромосоми. Довжина поліпептидного ланцюга білка становить 276 амінокислот, а молекулярна маса — 31 292.
| 10         |  | 20         |  | 30         |  | 40         |  | 50         |
| ---------- |  | ---------- |  | ---------- |  | ---------- |  | ---------- |
| MDADSLLLSL |  | ELASGSGQGL |  | SPDRRASLLT |  | SLMLVKRDYR |  | YDRVLFWGRI |
| LGLVADYYIA |  | QGLSEDQLAP |  | RKTLYSLNCT |  | EWSLLPPATE |  | EMVAQSSVVK |
| GRFMGDPSYE |  | YEHTELQKVN |  | EGEKVFEEEI |  | VVQIKEETRL |  | VSVIDQIDKA |
| VAIIPRGALF |  | KTPFGPTHVN |  | RTFEGLSLSE |  | AKKLSSYFHF |  | REPVELKNKT |
| LLEKADLDPS |  | LDFMDSLEHD |  | IPKGSWSIQM |  | ERGNALVVLR |  | SLLWPGLTFY |
| HAPRTKNYGY |  | VYVGTGEKNM |  | DLPFML     |  |            |  |            |

A: Аланін

C: Цистеїн

D: Аспарагінова кислота

E: Глутамінова кислота

F: Фенілаланін

G: Гліцин

H: Гістидин

I: Ізолейцин

K: Лізин

L: Лейцин

M: Метіонін

N: Аспарагін

P: Пролін

Q: Глутамін

R: Аргінін

S: Серин

T: Треонін

V: Валін

W: Триптофан

Задіяний у такому біологічному процесі, як альтернативний сплайсинг. 
Локалізований у цитоплазмі, цитоскелеті, клітинних відростках, війках.